# Ben Grossmann
Ben Grossmann (Washington, D.C., 1977) é um especialista em efeitos visuais estadunidense. Venceu o Oscar de melhores efeitos visuais na edição de 2012 por Hugo, ao lado de Joss Williams, Alex Henning e Robert Legato.